# Umbria (Schiff, 1912)
Die Umbria ist ein Schiffswrack im Roten Meer vor Port Sudan. Der italienische Frachter mit einer Munitionsladung wurde dort 1940 bei Kriegsausbruch zwischen Italien und dem Vereinigten Königreich von seiner italienischen Besatzung versenkt.
Das Schiff wurde 1912 in Hamburg als Bahía Blanca für die Hamburg Süd fertiggestellt. Sie diente dem Transport von Auswanderern und Saisonarbeitern nach Südamerika. Während des Ersten Weltkrieges wurde das Schiff im Hafen von Puerto Madryn aufgelegt. 1918 wurde es an die argentinische Regierung verkauft und diente bis 1934 als Transporter in der argentinischen Marine. Eigentlich zum Abbruch nach Italien verkauft, wurde das Schiff 1935 von der italienischen Regierung wegen des Abessinienkrieges wieder zum Truppentransporter hergerichtet und in Umbria umbenannt.

## Bau- und Einsatzgeschichte
Die Bahía Blanca war das Typschiff der vier großen Auswandererschiffe, die für die Hamburg-Süd ab 1911 von der Reiherstiegwerft (Bahía Blanca, Bahia Castillo) und dem Bremer Vulkan (Buenos Aires, Bahia Laura) gebaut wurden. Die zweimastigen Schiffe konnten über 2.000 Auswanderer oder Saisonarbeiter transportieren und wurden zwischen Hamburg und Buenos Aires eingesetzt.
Die unter der Baunummer 444 gefertigte Bahía Blanca lief am 30. Dezember 1911 vom Stapel und trat am 14. März 1912 ihre Jungfernfahrt nach Südamerika an. Sie bot Platz für 108 Fahrgäste in einer II. Klasse und 2.300 Zwischendeckspassagiere. 1913 wurde das Deckshaus wie bei den beiden letzten Neubauten erhöht, um die Zahl der Fahrgäste in der II. Klasse zu verdoppeln. 1914 lief die Bahía Blanca nach Kriegsausbruch den Hafen von Puerto Madryn an und wurde für die Kriegsdauer aufgelegt. Am 16. April 1918 wurde sie an die argentinische Regierung verkauft.

### In argentinischen Diensten
Als Transporter Bahía Blanca diente das Schiff bis 1934 in der argentinischen Marine. Die Engländer erkannten den Verkauf anfangs nicht an, so dass die erste Reise des Schiffes 1920 nach Philadelphia führte, um Kohlen für die argentinische Flotte zu holen, an denen ein großer Mangel in Argentinien bestand, da während des Ersten Weltkriegs ein großer Bedarf bei den kriegführenden Mächten bestand und Argentinien wegen seiner Neutralität von einer Versorgung weitgehend ausgeschlossen war. Auf dieser Reise scheint sie auch New York angelaufen zu haben, wo 20 Argentinier von Bord gingen. 1921 fuhr das Schiff dann mit argentinischen Lebensmitteln nach Hamburg und führte die Rückfahrt über die USA durch, um erneut Kohlen zu holen. 1924 konnte sie dann erstmals auf zwei Reisen Kohlen aus Cardiff holen, wobei auf der Ausreise erneut landwirtschaftliche Produkte geladen wurden. 1925 folgten zwei ähnliche Reisen nach Birkenhead. Neben diesen Reisen nach Europa bis 1931, machte die Bahía Blanca seit 1923 auch regelmäßig Reisen in die Südregion Argentiniens zur Versorgung der dortigen Stützpunkte. 1929 besuchte sie nochmals ihren alten Heimathafen Hamburg, als auf einer Europareise schwere Antriebsprobleme auftraten und die Bauwerft die nötigen Reparaturen an der Maschine durchführte. Auf dieser Reise hatte sie bei der Ausreise die Überführungsbesatzungen für die bei White in Cowes gefertigten drei Zerstörer der Mendoza-Klasse an Bord.
Ihre letzte Europareise 1931 führte sie erst nach Italien mit den Besatzungen für die Überführung der dort gebauten Kreuzer Almirante Brown und Veinticinco de Mayo und dann nach Cardiff, um von dort mit einer Kohlenladung nach Argentinien zurückzukehren.
Ab 1932 wurde das Schiff abgerüstet und am 22. November 1934 außer Dienst gestellt. Das Schiff wurde dann öffentlich versteigert. Erwerber war 1935 die Firma „Enrico Haupt“ in Genua, die das Schiff angeblich verschrotten wollte. Im Schlepp wurde die Bahía Blanca nach Italien überführt.

### In italienischen Diensten
Angesichts des Abessinienkriegs wurde das Schiff allerdings in Italien als Truppentransporter hergerichtet, in Umbria umbenannt und zum Truppentransport und zur Versorgung der italienischen Truppen in Ostafrika eingesetzt. Nach Ende des Krieges wurde das Schiff der italienischen Staatsreederei Società Italia für den Liniendienst beim Lloyd Triestino zur Verfügung gestellt.

## Die Selbstversenkung derUmbria
Das Schiff der italienischen Marine sank kurz nach dem Kriegseintritt Italiens in den Zweiten Weltkrieg. Die Umbria war im Juni 1940 mit 6.000 Tonnen Bomben, 60 Kisten Detonatoren, Sprengstoff, Waffen und drei Fiat 1100 Lunga von Genua über Livorno und Neapel in den Sueskanal gefahren und auf dem Weg über Massaua und Assab nach Kalkutta. Sie geriet jedoch bei Port Said am 3. Juni 1940 in eine Kontrolle der Royal Navy und wurde drei Tage lang festgehalten. Danach wurde sie von britischen Booten verfolgt und am 9. Juni bei Port Sudan von der Sloop Grimsby und dem Leichten Kreuzer Leander abgefangen. Die Briten zwangen den italienischen Kapitän, am Wingate-Riff festzumachen, da sie über den bevorstehenden Kriegseintritt Italiens und auch über die Fracht an Bord der Umbria informiert waren.
Kapitän Lorenzo Muiesan erfuhr am Abend des 10. Juni per Radio, dass Italien in den Krieg eingetreten war. Er beschloss zusammen mit seinem Schiffsingenieur Costa und dem Ersten Offizier Zarli, die Umbria zu versenken. Um die Besatzung nicht in Gefahr zu bringen, sprach er den britischen Offizier Stevens an und bat um die Erlaubnis, mit seiner Mannschaft eine Rettungsübung durchführen zu dürfen. Stevens, der noch nichts vom Eintritt Italiens in den Krieg wusste, gestattete dies. Kurz darauf wurde ihm gemeldet, dass in die Laderäume Wasser eindrang. Stevens konnte seine Leute noch von Bord bringen, das Sinken des Schiffes, das sich innerhalb von zwei Stunden vollzog, jedoch nicht mehr verhindern.

## DieUmbriaals Taucherziel

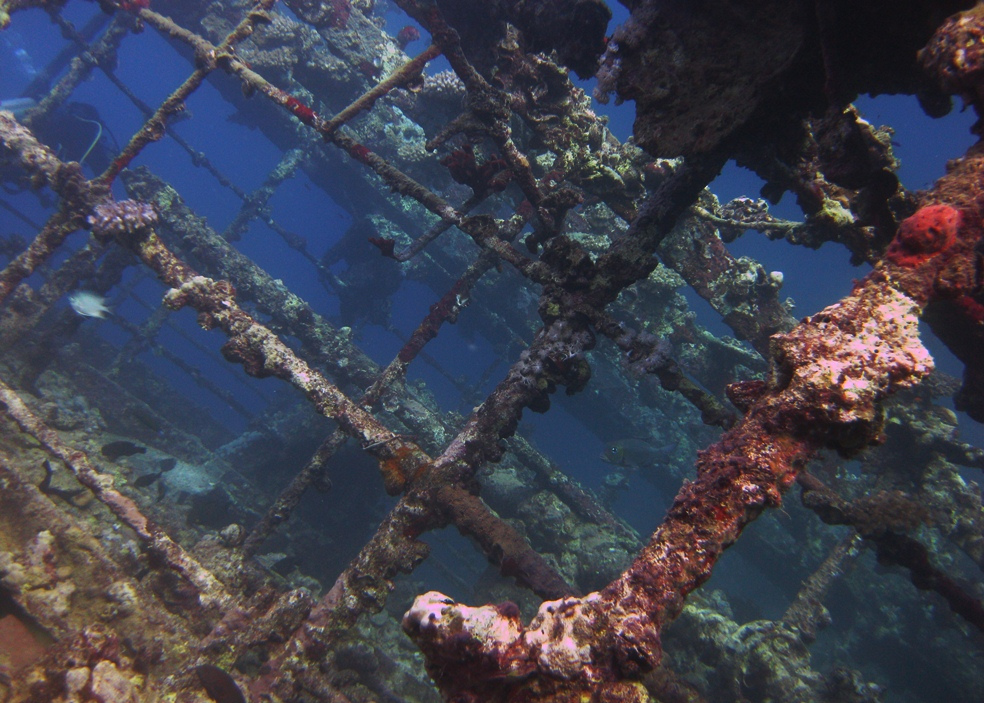
Im Wrack der Umbria

Das Wrack liegt zur Seite geneigt auf Position 19° 38′ 12″ N, 37° 17′ 26″ O in maximal 36 Metern Tiefe in sudanesischen Gewässern, von Bur Sudan aus leicht zu erreichen. Die Steuerbordseite befindet sich unmittelbar unter der Wasseroberfläche, die Davits der Rettungsboote ragen über diese hinaus.
Die geschützte Lage – das Wingate-Riff schützt vor der Strömung und vor Tidenhüben – ermöglichte, dass sich die Umbria im Laufe der Jahrzehnte in ein Taucherparadies verwandelte: Verschiedene Schwämme, Fische und sonstige Meeresbewohner nahmen das Wrack nach und nach in Besitz. Die unterschiedlichen Entwicklungsstufen konnte Hans Hass dokumentieren. Heute finden sich fast am ganzen Wrack, so auch in der Ladung und in tiefen Decks, unterschiedliche Lebensformen.